# リュボスラフ・ペネフ
リュボスラフ・ムラデノフ・ペネフ（Lyuboslav Mladenov Penev ブルガリア語: Любослав Младенов Пенев、1966年8月31日 - ）は、ブルガリア、ドブリチ出身の元同国代表サッカー選手、サッカー指導者。現役時代のポジションはフォワード。

## 経歴
1984年、18歳でCSKAソフィアのトップチームでデビュー。フリスト・ストイチコフやエミル・コスタディノフ、トリフォン・イヴァノフらを擁したソフィアは、2度のリーグ優勝や3度カップ戦を制すなど多くのタイトルを獲得した。ペネフは、1988年に最優秀ブルガリア人選手に選ばれた。1989年からはリーガ・エスパニョーラに挑戦。バレンシアCF、アトレティコ・マドリード、SDコンポステラ、セルタ・デ・ビーゴと4つのクラブに所属した。アトレティコ・マドリードでは、リーグ優勝とコパ・デル・レイを獲得した。そのシーズン、ペネフは44試合で22得点を挙げた。
1987年から1998年までブルガリア代表でプレーして、通算62試合に出場して13得点を挙げた。また、欧州選手権1996年、1998年ワールドカップに出場した。FIFAワールドカップ4位という、ブルガリアサッカー史上最高の成績を残した1994年ワールドカップでは、フリスト・ストイチコフらとともに攻撃のキーマンとして期待されていたが、睾丸腫瘍を患ったために出場を断念した。
長身に加えてラガーマンを思わせる屈強な体格で、ストライカーとしての能力は勿論の事、味方を活かすプレーに長けていた。ロスタイムで出場権をもぎ取った94年W杯予選、フランスとの敵地・最終戦でのコスタディノフの劇的なゴールは、センターライン付近にいたペネフのポストプレーからの正確な縦パスを受けてのものであった。
引退後、2009年からは現役時代に所属したCSKAソフィアの指揮を執った。
2011年10月からブルガリア代表の監督を勤めたが、2014年11月20日に解任された。

## 代表歴

### 出場大会
- ブルガリア代表
  - 1998 FIFAワールドカップ

### 試合数
- 国際Aマッチ 62試合 14得点（1987年-1998年）[2]

| ブルガリア代表 | 国際Aマッチ | 国際Aマッチ |
| 年             | 出場        | 得点        |
| -------------- | ----------- | ----------- |
| 1987           | 2           | 0           |
| 1988           | 14          | 5           |
| 1989           | 4           | 0           |
| 1990           | 1           | 0           |
| 1991           | 6           | 2           |
| 1992           | 6           | 1           |
| 1993           | 5           | 2           |
| 1994           | 3           | 0           |
| 1995           | 7           | 2           |
| 1996           | 4           | 0           |
| 1997           | 4           | 1           |
| 1998           | 6           | 1           |
| 通算           | 62          | 14          |

## タイトル

### 選手時代
PFC CSKAソフィア
- ファースト・プロフェッショナル・フットボールリーグ:2回（1986-1987、1988-1989）
- ブルガリア人民共和国カップ:4回（1984-1985、1986-1987、1987-1988、1988-1989）
- ソビエト軍杯:3回（1985、1986、1989）
- ブルガリアスーパーカップ:1回（1989）

アトレティコ・マドリード
- プリメーラ・ディビシオン:1回（1995-1996）
- コパ・デル・レイ:1回（1995-1996）

個人
- ブルガリアフットボールオブザイヤー:1回（1988）

### 監督時代
リテックス・ロヴェチ
- ブルガリアリーグ: 2010-11

CSKAソフィア
- ブルガリア・カップ: 2020-21